# Oberkrämer
Oberkrämer település Németországban, azon belül Brandenburgban. Lakosainak száma 11 980 fő (2023. december 31.). Oberkrämer Kremmen, Hennigsdorf, Velten, Oranienburg, Schönwalde-Glien és Nauen községekkel határos.

## Népesség
A település népességének változása:
| Lakosok száma | 11 210 | 11 390 | 11 860 | 12 145 | 11 980 |
|               | 2017   | 2019   | 2021   | 2022   | 2023   |